# Доктор Кріппен
«Доктор Кріппен» (англ. Dr. Crippen) — англійський фільм 1963 року.

## Сюжет
1910 рік. Доктор Гарві Кріппен переїжджає жити з Америки в Лондон. Там він знайомиться з актрисою Белль і незабаром одружується з нею. Через деякий час доктор починає помічати, що Белль зраджує йому. Не взмозі терпіти ганьбу доктор Кріппен вбиває її, а тіло замуровує в підвалі. Він заявляє про зникнення дружини в поліцію, але пошуки ні до чого не приводять. Кілька місяців потому доктор Кріппен, разом зі своєю коханкою Етель, вирішує повернутися в Америку. Але на борту корабля їх помічають. Капітан судна телеграфує в Лондон, де поліцейські, дізнавшись про від'їзд доктора Кріппена, вирішують ще раз обшукати його будинок. Виявивши останки людського тіла поліція повідомляює про це на корабель. Після прибуття в Америку доктора Кріппена і Етель заарештовують.

## У ролях
| Актор                    | Роль                 |
| ------------------------ | -------------------- |
| Дональд Плезенс          | доктор Гарві Кріппен |
| Корел Браун              | Белль Кріппен        |
| Саманта Еггар            | Етель Ле Неві        |
| Дональд Вулф             | Р.Д. М'юїр           |
| Джеймс Робертсон Джастіс | капітан Маккензі     |
| Джон Арнат               | інспектор Дрю        |
| Пол Карпентер            | Брюс Мартін          |
| Олівер Джонстон          | лорд головний суддя  |
| Джон Лі                  | Гаррі Фосетт         |
| Ольга Ліндо              | місіс Клара Ардітті  |
| Елспет Марч              | місіс Джексон        |
| Джеффрі Тун              | містер Тобін         |